# We Are Glitter
We Are Glitter är ett remixalbum av den engelska elektroniska duon Goldfrapp, utgivet på den 17 oktober 2006 på Mute Records. Albumet släpptes endast i Nordamerika. Det innehåller remixversioner av låtar från Goldfrapps tredje studioalbum, Supernature.

## Låtlista
Låtarna skrivna av Alison Goldfrapp och Will Gregory, utom "Strict Machine" och "Ride a White Horse", som skrevs tillsammans med Nick Batt.
1. "Satin Chic" (Bombay Mix by The Shortwave Set) – 4:41
2. "Lovely 2 C U" (T. Raumschmiere Remix) – 5:38
3. "Ooh La La" (Benny Benassi Extended Remix) – 6:52
4. "You Never Know" (múm Remix) – 3:00
5. "Satin Chic" (Through the Mystic Mix, Dimension 11 by The Flaming Lips) – 3:21
6. "Number 1" (Alan Braxe & Fred Falke Main Remix) – 7:20
7. "Fly Me Away" (C2 Remix 4) – 7:03
8. "Ride a White Horse" (Ewan Pearson Disco Odyssey Part 1) – 8:33
9. "Number 1" (múm Remix) – 2:33
10. "Ride a White Horse" (FK-EK Vocal Version) – 7:48
11. "Slide In" (DFA Remix) – 12:59